# Аветисов, Сергей Эдуардович
Серге́й Эдуа́рдович Авети́сов (род. 15 апреля 1950, Самарканд, Узбекская ССР) — российский врач-офтальмолог, доктор медицинских наук, профессор, академик РАМН (2011) и РАН (2013), директор НИИ глазных болезней (2001—2018), научный руководитель НИИ глазных болезней (с 2018), заведующий кафедрой ММА им. И.М. Сеченова, заслуженный врач РФ (2004), заслуженный деятель науки РФ (2011). Главный редактор журнала «Вестник офтальмологии» и член редакционного совета журнала «Офтальмохирургия», иностранный член НАН Армении (2011).

## Биография
Родился 15 апреля 1950 года в Самарканде. Отец — Эдуард Сергеевич Аветисов (23 декабря 1921, Самарканд — 7 августа 2001) — врач-офтальмолог, доктор медицинских наук, профессор, заместитель директора по науке НИИ глазных болезней им. Гельмгольца, заслуженный деятель науки РФ.
В 1973 году окончил лечебный факультет Первого Московского государственного медицинского университета имени И. М. Сеченова, с момента окончания которого устроился на работу в НИИ глазных болезней (в 2001—2018 гг. возглавлял его), по информации на 2018 год — научный руководитель НИИ глазных болезней.
Сын, Константин Сергеевич Аветисов — офтальмохирург, кандидат медицинских наук (2011), доктор медицинских наук (2020), старший научный сотрудник НИИ глазных болезней.

## Научная деятельность
Основным направлением научной деятельности Аветисова является офтальмология, в частности, офтальмохирургия, оптометрия, офтальмоэргономика. Является автором более 400 научных работ, учебников, монографий и справочников.
Описал оригинальную методику хирургического лечения аметропий, разработал систему реабилитации детей с врождёнными катарактами.

## Некоторые публикации
- Bolshunov A., Sobol E., Avetisov S., Baum O., Siplivy V., Omelchenko A., Fedorov A. A new method of the eye refraction correction under non-ablative laser radiation (англ.) // Acta ophthalmologica. — Vol. 89. — doi:10.1111/j.1755-3768.2011.2172.x.
- Аветисов С. Э., Криглстайн Г. К., Ионеску-Сайперс К. П., Северин М., Вобиг М. А. Атлас по офтальмологии. — М.: Медицинское информ. агентство, 2009. — С. 432. — ISBN 978-5-8948-1717-0.